# Club Deportivo Campaz
El Campaz CD es un club de futsal colombiano que juega en la ciudad de Cali, Valle del Cauca. Participó en la Liga Colombiana de Fútbol Sala, conocida también como Liga Argos, desde 2014 hasta 2015, retirándose en el siguiente año. El Club Deportivo Campaz fue uno de los últimos equipos en llegar a afrontar la liga, su debut fue en el 2014 jugando de local en el Coliseo Carlos Alberto Bejarano de Yumbo, Valle del Cauca, luego se trasladó al Coliseo Mariano Ramos de Cali. El club, además de tener equipo profesional masculino, cuenta con uno femenino, uno para jugadores en situación de discapacidad y divisiones menores. En el año 2017, se integra al fútbol de salón formando parte de la Copa Profesional de Microfútbol, organizada por la Federación Colombiana de Fútbol de Salón (Fecolfútsalón).

## Plantilla 2015
| No. | País                | Nombre            |
| --- | ------------------- | ----------------- |
| 1   | Bandera de Colombia | Jhon Ruiz         |
| 12  | Bandera de Colombia | Jhon Freddy Varón |
| 20  | Bandera de Colombia | Cristhian Sánchez |
|     | Bandera de Colombia | Andres Arias      |
| 11  | Bandera de Colombia | Juan Jose Bravo   |
| 14  | Bandera de Colombia | giovany alzate    |
|     | Bandera de Colombia | Andres Lozano     |
|     | Bandera de Colombia | Cristian Buritica |
|     | Bandera de Colombia | David Victoria    |
|     | Bandera de Colombia | Johan Alvear      |
|     | Bandera de Colombia | Kevin Arana       |
| 10  | Bandera de Colombia | Edwar Parra       |
|     | Bandera de Colombia | Jose Olave        |
|     | Bandera de Colombia | Anderson Gamboa   |
|     | Bandera de Colombia | Carlos Burgos     |
|     | Bandera de Colombia | Ricardo Valencia  |

## Estadísticas del Club
- Temporadas en Liga Colombiana de Fútbol Sala: 4
- Debut en la Liga: 2014-I
- Mejor puesto en la Liga: 4° del grupo B 2015-I